# Søren Johansen
Søren Glud Johansen (* 6. November 1939 in Hellerup) ist ein dänischer Statistiker und Wirtschaftswissenschaftler.

## Leben und Wirken
Nachdem Johansen 1958 seine Schulbildung am Gymnasium beendet hatte, studierte er mathematische Statistik an der Universität Kopenhagen. Seit dem Abschluss seines Studiums 1964 ist er dort angestellt. 1974 promovierte er mit der Dissertation The embedding problem for Markov chains zum Dr. phil. Seit 1989 lehrt und forscht er dort als Professor. 1996 bis 2001 war er Professor der Ökonometrie am Europäischen Hochschulinstitut in Florenz. Längere Auslandsaufenthalte führten ihn an die University of California, Berkeley (1965–1967), ans Imperial College London (1971–1972), an die ETH Zürich (1975), Oregon State University (1975), Stanford University (1984), Johns Hopkins University (1985), University of California, San Diego (1985 und 1989), Australian National University (1991), Universität Helsinki (1991), University of New South Wales und Bond University (1994).
Johansen beschäftigt sich mit mathematischer Statistik, Wahrscheinlichkeitstheorie und Statistik in der Medizin, seit 1983 auch mit Ökonometrie, besonders mit der Theorie der Kointegration. Im Zeitraum 1993 bis 1996 war er der meistzitierte europäische Ökonom und im Zeitraum 1990 bis 2000 der meistzitierte Wirtschaftswissenschaftler weltweit. Seit 2019 zählt ihn der Medienkonzern Clarivate zu den Favoriten auf einen Nobelpreis (Clarivate Citation Laureates).

## Auszeichnungen
- 1967 Goldmedaille der Universität Kopenhagen für die Arbeit An application of extreme points methods in probability
- 1997 Award for Outstanding Research (Dir. Ib Henriksens Fund)

## Mitgliedschaften
- 1964 Institute of Mathematical Statistics
- 1976 International Statistical Institute
- 1989–1993 Vorstandsmitglied der Bernoulli Society
- 2000 Econometric Society
- 2010 Ordentliches Mitglied der Academia Europaea[4]
- Mitglied der Königlich Dänischen Akademie der Wissenschaften[5]

## Werke
Bücher
- Functional relations, random coefficients, and nonlinear regression with application to kinetic data (Lecture Notes in Statistics, Band 22). Springer, Berlin [u. a.] 1984, ISBN 3-540-90968-0
- Likelihood-based inference in cointegrated vector autoregressive models. Oxford University Press, Oxford [u. a.] 1995, ISBN 0-19-877449-4
- mit Peter Reinhard Hansen: Workbook on cointegration. Oxford University Press, Oxford [u. a.] 1998, ISBN 0-19-877608-X

Artikel (Auswahl)
- Statistical analysis of cointegration vectors. In: Journal of Economic Dynamics and Control. Band 12, Nr. 2–3, 1988, S. 231–254.
- mit Katarina Juselius: Maximum Likelihood Estimation and Inference on Cointegration. With Applications to the Demand for Money. In: Oxford Bulletin of Economics and Statistics, Department of Economics, University of Oxford. Band 52, Nr. 2, Mai 1990, S. 169–210.
- Estimation and Hypothesis Testing of Cointegration Vectors in Gaussian Vector Autoregressive Models. In: Econometrica, Econometric Society. Band 59, Nr. 6, November 1991, S. 1551–1580.
- Cointegration in partial systems and the efficiency of single-equation analysis. In: Journal of Econometrics. Band 52, Nr. 3, Juni 1992, S. 389–402.
- A representation of vector autoregressive processes integrated of order 2. In: Econometric Theory. Band 8, 1992, S. 188–202
- mit Katarina Juselius: Structural tests in a multivariate cointegration analysis of the PPP and the UIP for UK. In: Journal of Econometrics. Band 53, 1992, S. 211–244.
- mit Katarina Juselius: Identification of the long-run and the short-run structure an application to the ISLM model. In: Journal of Econometrics. Band 63, Nr. 1, Juli 1994, S. 7–36.
- Identifying restrictions of linear equations with applications to simultaneous equations and cointegration. In: Journal of Econometrics. Band 69, Nr. 1, September 1995, S. 111–132.
- Likelihood Analysis of the I(2) Model. In: Scandinavian Journal of Statistics. Band 24, Nr. 4, Dezember 1997, S. 433–462
- mit Ernst Schaumburg: Likelihood analysis of seasonal cointegration. In: Journal of Econometrics. Band 88, Nr. 2, November 1998, S. 301–339.